# Palácio Nacional de Sintra

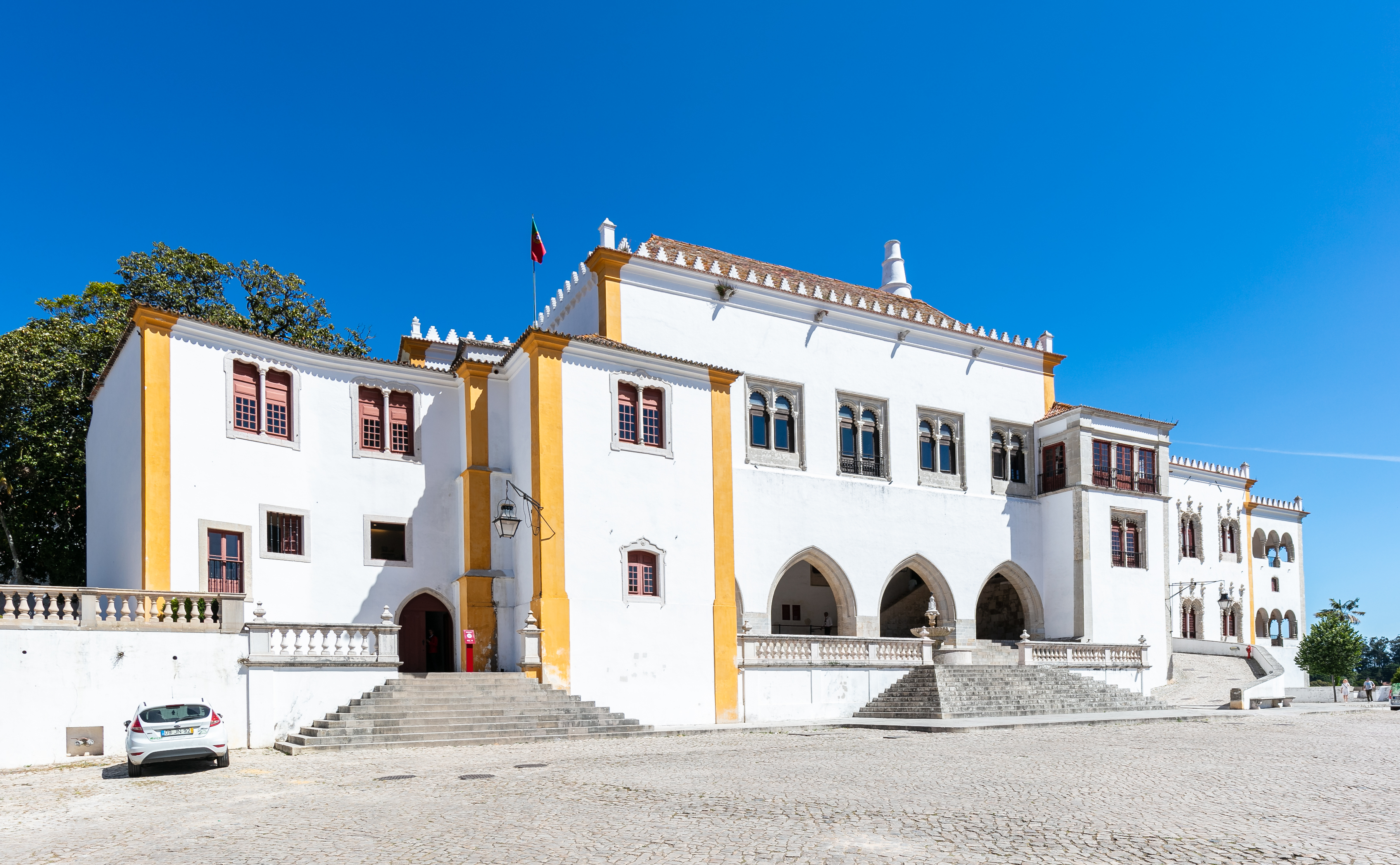
Palácio Nacional de Sintra: fachada.

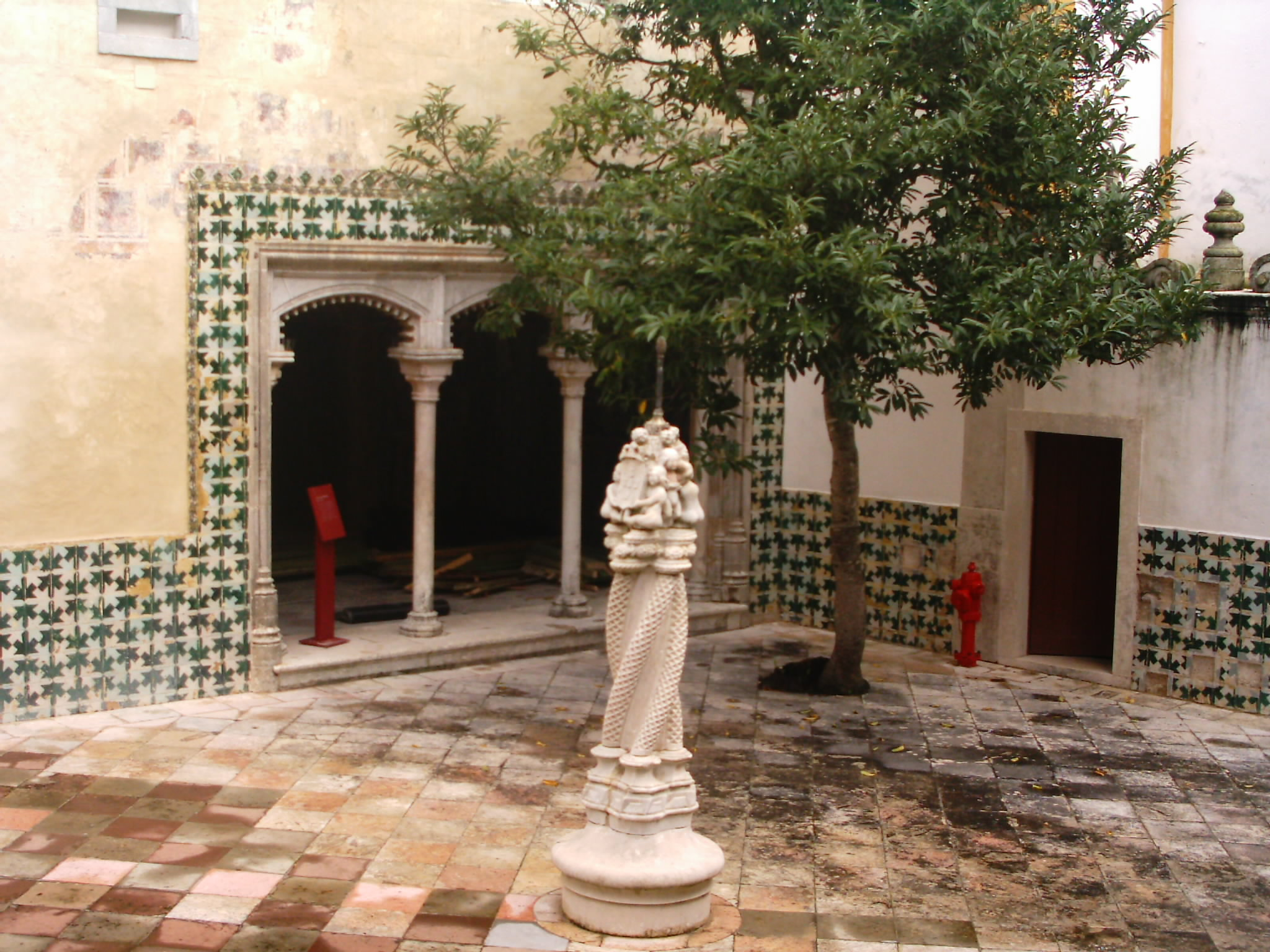
Palácio de Sintra: vista para o Pátio Central com azulejos.

O Palácio Nacional de Sintra, também conhecido como Palácio da Vila, localiza-se na freguesia de Sintra (Santa Maria e São Miguel, São Martinho e São Pedro de Penaferrim), na vila de Sintra, Distrito de Lisboa, em Portugal.
Foi um dos Palácios Reais e hoje é propriedade do Estado Português, que o utiliza para fins turísticos e culturais. De implantação urbana, a sua construção iniciou-se no século XV, embora tenha sido aproveitada uma antiga construção da época muçulmana.
Apresenta características de arquitetura medieval, gótica, manuelina, renascentista e romântica. É considerado um exemplo de arquitetura orgânica, de conjunto de corpos aparentemente separados, mas que fazem parte de um todo articulado entre si, através de pátios, escadas, corredores e galerias.
O Palácio foi utilizado pela Família Real Portuguesa praticamente até ao final da Monarquia, em 1910. Foi aqui que D. Manuel I recebeu a notícia da descoberta do Brasil, foi aqui que nasceu e morreu D. Afonso V, foi aqui que foi encarcerado D. Afonso VI, foi aqui que D. João II foi aclamado rei. 
Em 2008 foi o palácio mais visitado de Portugal com 408 712 visitantes. Presentemente o edifício é gerido pela Parques de Sintra - Monte da Lua, tal como diversos outros espaços e monumentos do concelho de Sintra.
O Palácio Nacional de Sintra está classificado como Monumento Nacional desde 1910.

## História

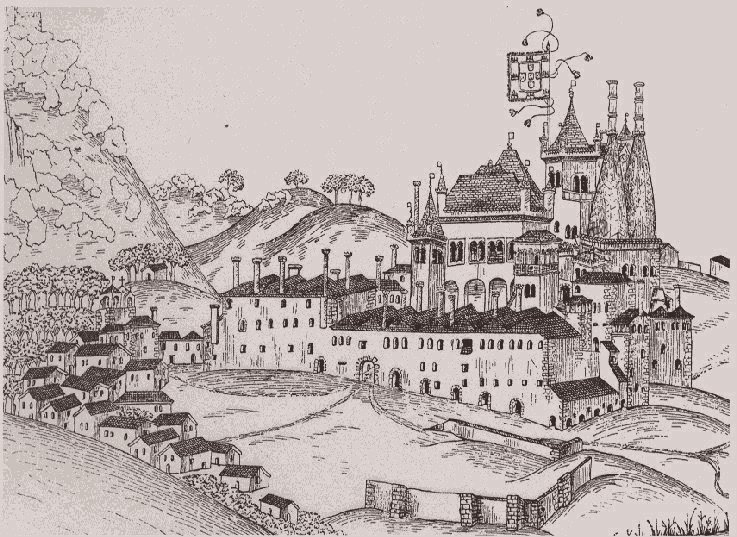
Palácio de Sintra por Duarte de Armas (Livro das Fortalezas, c. 1509).

Remonta a um primitivo palácio que terá sido doado pelo rei João I de Portugal ao conde de Seia, em 1383, voltando para a posse real pouco depois.
O palácio foi reedificado no século XV, a partir de 1489, quando lhe foi iniciada uma campanha de obras que visaram aligeirar a massa da construção e enriquecer a decoração interior, aplicando-se-lhe azulejos andaluzes.
Entre 1505 e 1520 ergueu-se a chamada ala manuelina e, em 1508, teve início a construção da Sala dos Brasões.
Alguns compartimentos da chamada ala manuelina ostentam emolduramentos de vãos e lareiras em calcário, caracterizadas por decoração em relevo.
Durante o reinado de D. João III edificou-se o espaço entre as alas joanina e manuelina. No século XVII, sob a orientação do conde de Soure, procedeu-se a obras de alteração e ampliação e, entre 1683 e 1706, sob o reinado de D. Pedro II, renovaram-se as pinturas dos tetos de alguns compartimentos.
Em 1755 foram realizadas importantes obras de restauro, no seguimento dos danos causados pelo sismo de Lisboa, e edificada a ala que vai do Jardim da Preta ao Pátio dos Tanquinhos.
Nova campanha de decoração foi levada a cabo em 1863.
Nos últimos anos do regime monárquico foi a residência de verão da rainha-mãe D. Maria Pia, a última habitante régia do Paço da Vila de Sintra. Aqui tiveram lugar várias recepções oferecidas pela rainha-mãe aos estadistas que visitavam o seu filho, como o Imperador Guilherme II da Alemanha ou o Presidente de França, Émile Loubet, entre outros.
O palácio encontra-se classificado como Monumento Nacional desde 1910.
Entre 1904 e 1958 foi servido pelo Elétrico de Sintra, que tinha a sua paragem terminal na praça fronteira à entrada principal.

## Características

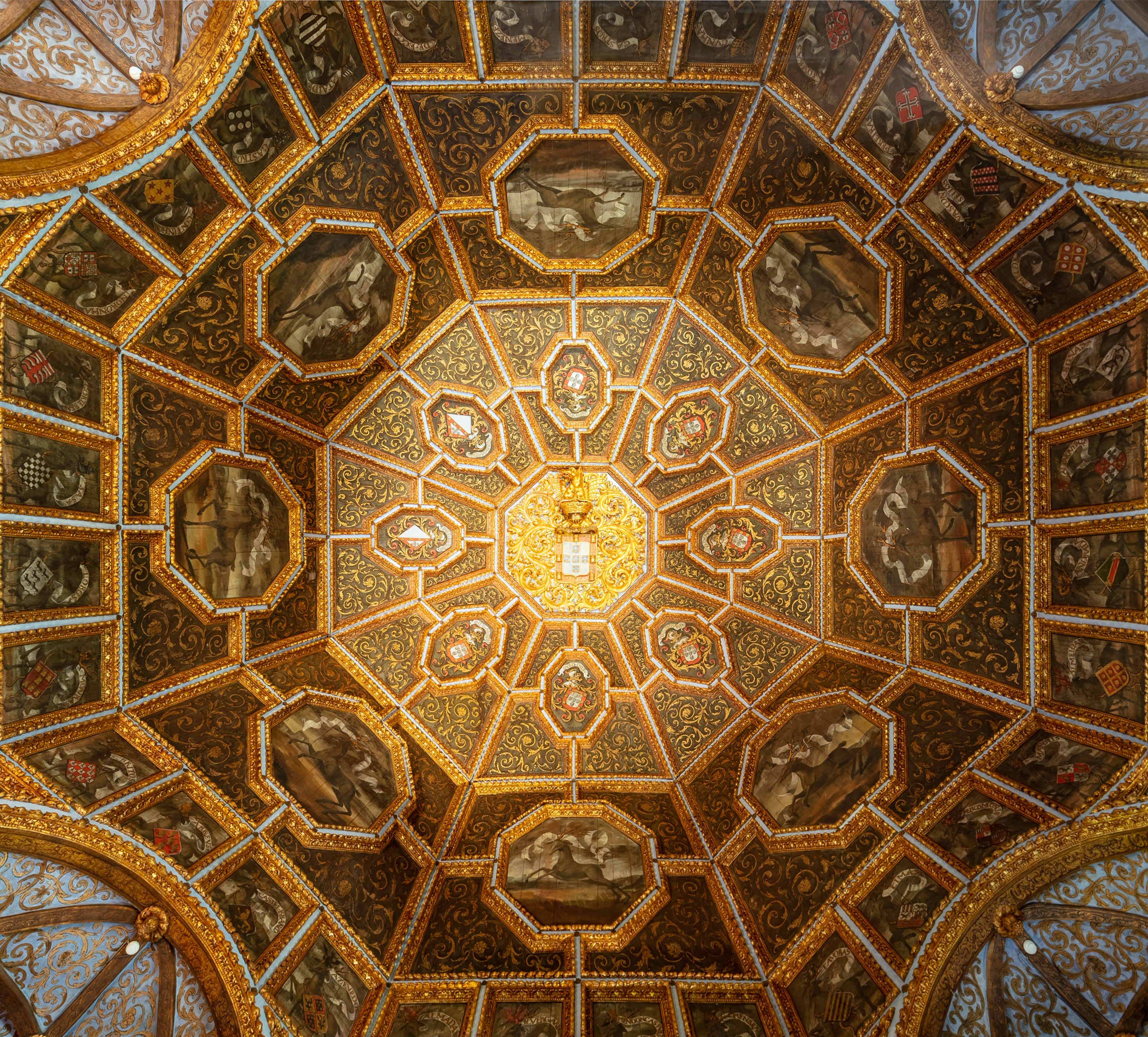
Sala dos Brasões no Palácio Nacional de Sintra, cuja cúpula ostenta as armas de D. Manuel I, de seus filhos e de setenta e duas das mais importantes famílias da Nobreza. O revestimento das paredes data do século XVIII, obra de grandes mestres da azulejaria lisboeta da altura.

De planta complexa, organiza-se em "V" e apresenta volumetria escalonada, constituída sobretudo por paralelepípedos, sendo a cobertura efetuada por múltiplos telhados diferenciados a quatro águas.
Aspeto característico deste palácio, rapidamente identificado pelos turistas, é o par de altas chaminés cónicas com 33 metros de altura. O alçado principal está organizado em três corpos, sendo o central mais elevado e recuado relativamente aos extremos. Existe ainda no piso térreo uma arcaria com quatro arcos quebrados, encimada por cinco janelas maineladas e emoludramento calcário. As outras frentes do edifício apresentam um complexa articulação de corpos salientes e reentrantes, destacando-se o volume cúbico da Sala dos Brasões.

## Aposentos
Os compartimentos internos refletem-se em núcleos organizados em torno de pátios, nomeadamente: a Sala dos Archeiros, a Sala Moura ou Árabe, a Sala das Pegas, a Sala dos Cisnes e a Sala dos Brasões, a Sala das Sereias e a Sala da Audiência, a Sala Chinesa ou do Pagode, o Quarto de D. Sebastião, o Quarto-Prisão de D. Afonso VI e a Cozinha.
A Sala dos Brasões ostenta a representação das armas de 72 famílias nobres portuguesas e dos oito filhos que D. Manuel I tinha quando foi construída entre 1516 e 1520.
A Sala dos Cisnes herda o nome do facto de o tecto estar completamente decorado com 27 pinturas desses animais. O motivo começa numa lenda que sugeria que o duque de Borgonha tinha oferecido um casal de cisnes à infanta D. Isabel. Ora, o cisne era o emblema de  Henrique IV de Inglaterra, irmão de Filipa de Lencastre, tio da infanta. E era também um símbolo de fidelidade eterna comum dos romances da época, em que os cavaleiros navegavam pelos rios numa barcaça puxada por um cisne para salvar as damas.
A Sala das Pegas foi onde D. Sebastião terá ouvido Luíz Vaz de Camões a ler “Os Lusíadas”. É aqui que reside a lenda que Almeida Garrett conta em “O Romanceiro”, uma obra de 1843. “Conta-se que D. João I foi apanhado certo dia a dar um beijo na bochecha ou na testa à donzela mais bela da Corte de Sintra de seu nome dona Mécia. E foi apanhado por D. Filipa de Lencastre, rainha inglesa e viciada na ordem moral”. O rei, ao ser apanhado, terá dito: “Foi um beijo por bem. Ela é muito bonita e eu quis dar-lhe um beijo, nada mais do que isso”. A rainha aceitou as desculpas do rei, mas atrás da porta estavam outras donzelas e foram falar mal do beijo do rei. “O rei, quando soube, não gostou. E para as castigar mandou pintar 136 pegas no tecto desta sala, supostamente o número de donzelas da Corte que existiam em Sintra à época. As pegas têm fama de fazer barulho. E como elas fizeram barulho a dizer por mal, ele mete no bico uma frase a dizer: ‘Por bem’. Mas, como estava a ser acusado de infidelidade, na pega que corresponde à rainha colocou uma rosa — símbolo da casa de Lencastre — e a frase: ‘A quem sou fiel e agarrado, à minha mulher e a mais nenhuma outra’“.
Sala Moura ou Árabe, trata-se provávelmente do quarto de dormir de D. João I. A decoração atual é do período manuelino, integrando azulejos de composição geométrica de efeito tridimensional. O exotismo do espaço é acentuado com o conjunto escultórico da fonte central, em bronze dourado.
Sala Chinesa ou do Pagode, localizada numa das zonas mais antigas do Palácio, onde teriam estado os aposentos reais anteriores às obras de D. João I. Nela está presente um monumental Pagode da dinastia Qing, construído na China no final do século XVIII ou no início do século XIX.
Quarto de D. Sebastião, o rei terá utilizado este aposento para dormir durante as suas estadias em Sintra. A decoração das paredes é do século XVI, apresenta azulejos em relevo, rematados com bordadura de azulejos recortados, com motivos de parras e maçarocas em forma de flor-de-lis.
Quarto-Prisão de D. Afonso VI foi onde o rei permaneceu encarcerado e vigiado durante 9 anos por ordem do irmão, o Rei D. Pedro II, na sequência do seu afastamento por incapacidade para reinar, tendo acabado por morrer neste quarto em 1683. É um dos aposentos mais antigos do Palácio, o único compartimento em que a janela possui gradeamento de ferro. O pavimento cerâmico mudéjar remonta, provavelmente, ao século XV, sendo particularmente raro.
A Capela Palatina, de planta retangular e nave única, tem os muros revestidos por pintura ornamental e o teto de madeira e o pavimento cerâmico, representando estes os mais antigos exemplos de trabalho mudéjar em Portugal. Espaço religioso do reinado de D. Dinis (início do século XIV) com a invocação do Espírito Santo (motivo das pombas que carregam um ramo de oliveira no bico) nos frescos das paredes.
Na cozinha, são visíveis arranques otogonais das monumentais e icónicas chaminés. A cozinha, de inícios do século XV, foi construída para grandes banquetes de caça, uma das ocupações de eleição da corte e nobreza. No seu interior, destacam-se várias fornalhas e dois grandes fornos, para além de uma estufa e um conjunto de cozinha em cobre estanhado, constituído por marmitas, peixeiras, panelas, tachos, caçarolas e frigideiras. O revestimento das paredes em azulejo branco de finais do século XIX é do mesmo período da composição heráldica com as armas reais de Portugal e de Saboia ali colocadas em 1889, pertencentes à rainha Maria Pia de Saboia, a última monarca a habitar o Palácio.

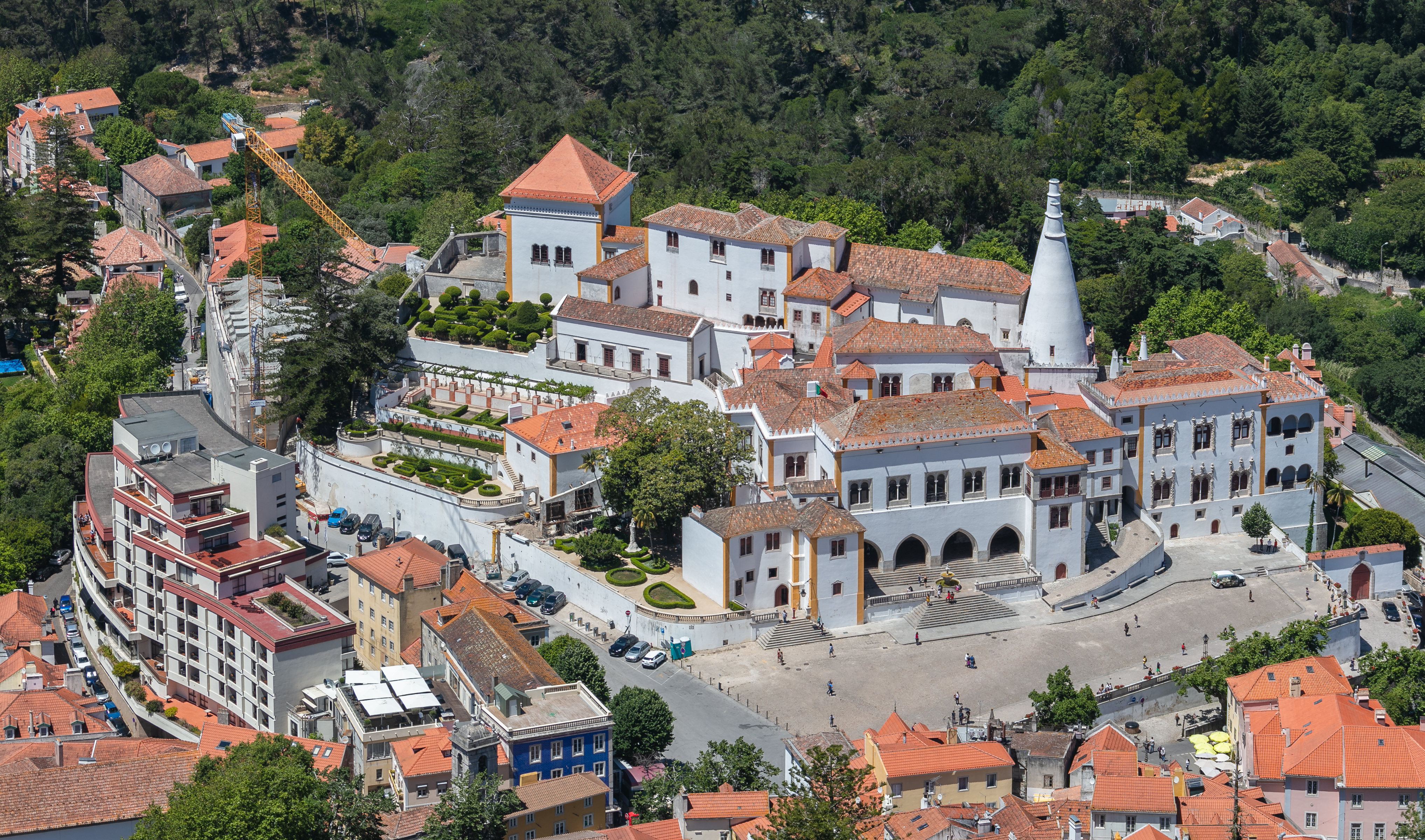
Palácio Nacional de Sintra: panorâmica a partir do Castelo de Sintra.

## Abastecimento de água
No Palácio existe a Mãe d’Água, um pequeno reservatório onde raramente falta água e que, apesar do tamanho singelo, ainda hoje consegue alimentar as salas do monumento, todos os jardins e fontes que o embelezam. O Palácio é abastecido por minas e nascentes localizadas na Serra de Sintra, principalmente dentro do Parque da Pena. Daí, a água percorre galerias, galga pequenos aquedutos, escava túneis na rocha — sempre conduzida pela gravidade — e entra em canos de chumbo até chegar ao reservatório.
É um sistema complexo e intrincado, uma obra de engenharia inovadora para a época, mas também intrigante. É que ainda hoje se está por perceber exatamente de onde vem a água. E até onde é que ela vai. Os canos de chumbo que a água percorre têm um problema: Esta tubagem é muito frágil e fica rapidamente esmagada pelas raízes das árvores. E por isso ao longo dos anos, as tubagens foram sendo substituídas por manilhas de grés. Atualmente já se usam tubos de plástico, que são mais eficientes, mas são instalados dentro dos canos originais para reduzir o custo da reabilitação e para não comprometer a integridade do sistema.